# محوطه شهر سوخته ۳۷۱
محوطه شهر سوخته ۳۷۱ مربوط به هزاره سوم قبل از میلاد است و در شهرستان زابل، بخش شیب آب، دهستان لوتک، روستای حومه شهر سوخته، ۸/۹ کیلومتری جنوب شرق پایگاه باستان‌شناسی واقع شده و این اثر در تاریخ ۲۸ شهریور ۱۳۸۶ با شمارهٔ ثبت ۱۹۶۵۱ به‌عنوان یکی از آثار ملی ایران به ثبت رسیده است.